# ベルクホーフ
ベルクホーフ（独: Berghof）は、ドイツ南東部バイエルン州のベルヒテスガーデンの近郊オーバーザルツベルクにあったナチス・ドイツ総統アドルフ・ヒトラーの山荘。

## 沿革
第二次世界大戦中に、ヒトラーがヴォルフスシャンツェの次に多くの時間を過ごした場所である。ヨーロッパ全土に位置していた総統大本営の一つとしても知られている。1935年に再建、拡張、名称変更が行われ、その後10年足らずの間、ベルクホーフ自体は機能的な総統の住居であった。
1945年4月下旬、英国空軍の空襲を受けて大破損傷した。5月上旬には、撤退する武装親衛隊に火を放たれ炎上。さらにここに到着した連合軍によって略奪が行われたあとは長らく廃墟となっていたが、一帯の土地が米軍からバイエルン州に返還されたのち、ネオナチの聖地化することを恐れて州政府により1952年4月30日（ヒトラー自決の日）に爆破解体された。
その後、1995年から2000年代初頭にかけて残っていた残骸の大半が撤去されるか埋め立てられた。現在、跡地のほとんどには植林された木が生い茂っており、残るベルクホーフの痕跡はわずかな石組みなどの瓦礫のみである。現地にはベルクホーフについて紹介したプレートが立てられている。

## 入手経緯

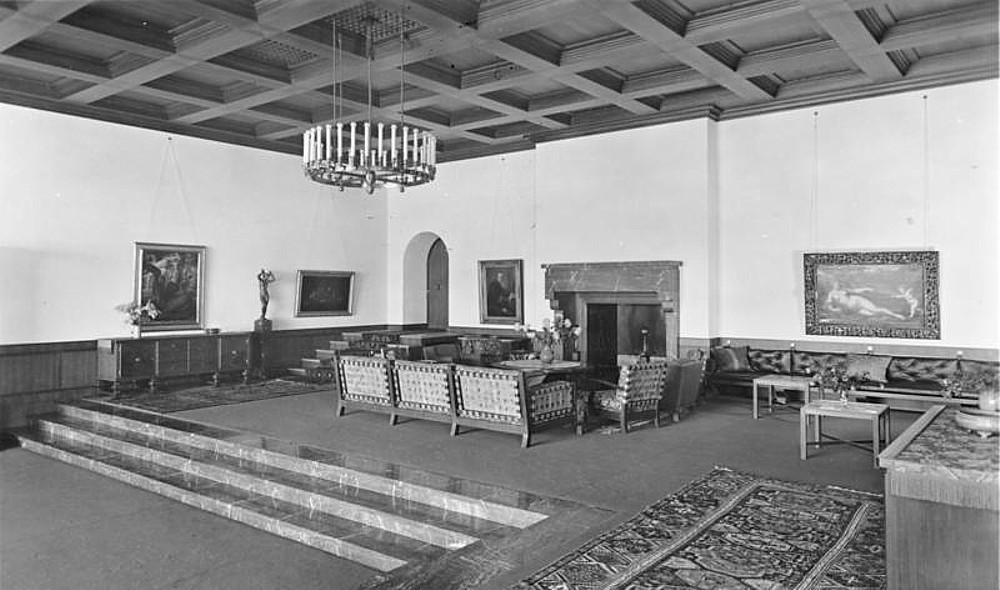
ベルクホーフの大広間

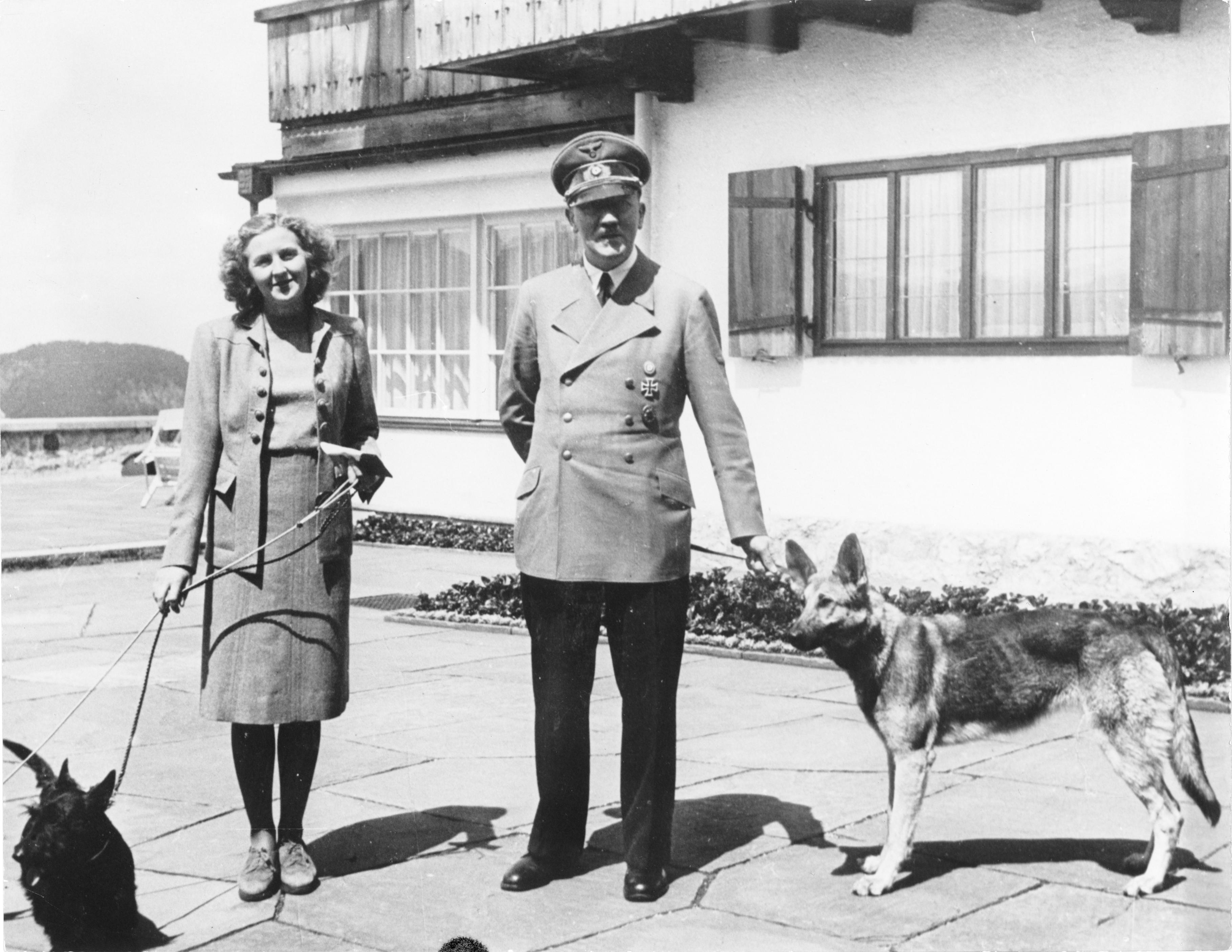
ベルクホーフのテラスにて、エーファ・ブラウンとヒトラー。(1942年6月14日撮影)

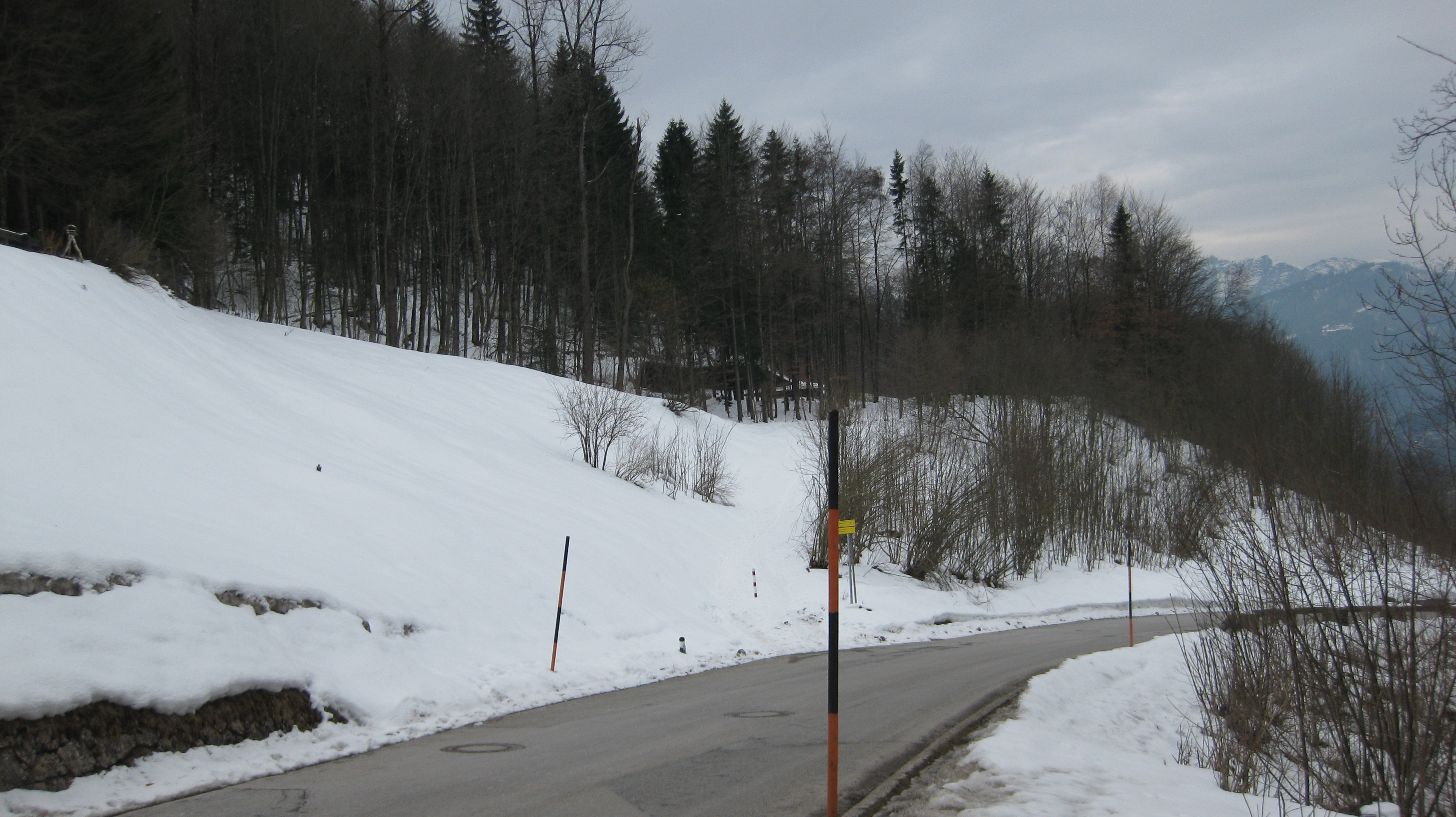
現在のベルクホーフ跡地。木に覆われている（2011年撮影）

南バイエルンの避暑地として知られたベルヒテスガーデンには『ハウス・ヴァッヘンフェルト』（Haus Wachenfeld、見晴らし亭）という別荘があった。
1928年の夏、ここに避暑のため訪れたヒトラーはこの家が気に入り、所有者であるナチス党員の実業家夫人と、月々100ライヒスマルクという破格の家賃で賃貸契約を結んだ。ヒトラーは姉のアンゲラ・ヒトラー、その娘のゲリ・ラウバル、フリードル・ラウバルをここに住まわせ、管理に当たらせた。ヒトラーはしばしばこの家を訪れ、党の幹部会議も開催した。
1929年5月29日、ヒトラーはヴァッヘンフェルトを4万ライヒスマルクで買い取った。買い取り費用は、自身の政治的著書『我が闘争』の印税から賄われた。

## 構造と維持
小さなシャレー様式の建物は建築家アロイス・デガノ(de:Alois Degano)の手によって、1933年にサンルームと小さなガレージが増加築され、このときから山荘は2棟の建物を持つようになる。1936年には母屋を横に大きく広く、ガレージも長く大きく余裕を持たせた改築がされ、この時から山荘は「ベルクホーフ」（山の宮殿、山上御殿）と呼ばれるようになった。
ベルクホーフには大きなテラスが造られ、大きく色とりどりのリゾート風のキャンバスのようなアンブレラが特徴的であった。入り口にはマヨリカ風のポットに植えられた好奇心をそそるようなサボテンの展示があり、居間の壁は高価なスイス松によるパネル張りであった。ヒトラーの大きな書斎には、電話の交換台もあった。図書室には歴史、絵画、建築、音楽などの本が並んでいた。設計にはヒトラーも一部関与していた。
大ホールには巨大な赤い大理石の炉棚とともに、ゲルマン風の高価な家具と巨大な地球儀（いわゆるヒトラーの地球儀）があり、ポーランドなどから略奪した絵画が飾られていた（戦後にこれらは元の所有者に返還された）。一つの壁の裏には映画の投影用ブースがあった（映画の多くは当時ドイツ国内では禁止されていたハリウッド映画であった）。1枚ガラスの大きな窓は、山を覆う圧倒されるような雪景色を見るために、壁の中に下げることができた。家は多くのハウスキーパー、庭職人、料理人、他の家事の手伝い人により小さなリゾートホテルのように維持されていた。
ヒトラーは当初、異母姉であるアンゲラ・ヒトラーに管理を任せていた。しかしアンゲラはヒトラーの愛人となったエーファ・ブラウンと反りが合わず、エーファをベルクホーフに滞在させないことがしばしばあった。1936年8月にアンゲラが再婚してベルクホーフを去ったため、エーファがベルクホーフの陰の女主人となった。
「この場所は私のもの(This place is mine)」とヒトラーは1938年出版の英国雑誌「Homes & Gardens」の著者の言葉を引用した。「私が稼いだお金で建てた(I built it with money that I earned.)」。

## 他の建造物
フランスの外交官より「鷲の巣(Eagle's Nest)」のあだ名が付けられたケールシュタインハウスは、1938-39年にベルクホーフの上方の山の山頂に建てられた。しかしヒトラーは滅多にそこには行かなかった。近くに建てられた滑走路や警備やサポートスタッフのための建物など、ナチスのリーダーの家は巨大な複合施設であった。計画に必要な土地を得るために、多くの地域住民は家を売り、立ち退くことを要求された。1930年代、ベルクホーフはドイツ人観光客にとってちょっとした観光スポットであった。そのためこのエリアに入るための厳しい規制が行われた。
ヒトラーの政権獲得以降は外国の要人や政軍関係者もベルクホーフを多く訪れるようになり、オーバーザルツベルクにはゲーリング、ボルマン等の幹部が別荘を構えるようになった。彼らの別荘も戦後に完全に撤去されている。